# La Neige de Noël (South Park)
Pour les articles homonymes, voir La Neige de Noël.
La Neige de Noël est le dixième et dernier épisode de la vingt-troisième saison de la série télévisée d'animation américaine South Park. 307e épisode au total de la série, il a été créé sur Comedy Central aux États-Unis le 11 décembre 2019.

## Synopsis
Le père Noël met en garde les habitants de South Park contre la conduite en état d'ébriété pendant les fêtes de Noël et encourage tout le monde à profiter des vacances de manière responsable. Malheureusement, la population ignore ses conseils et, à cause de ses facultés affaiblies, conduit dangereusement dans la ville.
Le lendemain, les citoyens découvrent que les ventes d'alcool sont interdites jusqu'au 2 janvier, ce qui bouleverse leurs habitudes, car, dans ces conditions, ils doivent endurer les réunions familiales en restant sobres. Sans alcool à boire, les rues se vident.
Craignant que South Park ait « perdu son esprit de Noël », le maire demande à Randy (qui porte maintenant une barbe blanche) de vendre à nouveau de la marijuana aux citoyens. Or, la saison de la marijuana étant achevée, Randy et Servietsky ne souhaitent pas reconditionner d'anciens produits et essaient d'imaginer quelque chose de nouveau. La neige qui tombe inspire alors Randy : il mélange de la marijuana à une substance blanche et crée le « Christmas Snow » (la « Neige de Noël »). Les gens adorent ce nouveau produit et recommencent à conduire « sous influence ».
Le maire est choqué de découvrir que le Christmas Snow contient de la cocaïne. Surpris, Randy lance rapidement une pétition et fait facilement légaliser la cocaïne dans plusieurs États. Le père Noël est contrarié que les gens continuent de conduire sous influence, qui plus est, à cause de la drogue. Les ventes de marijuana étant désormais interdites jusqu'à la fin des vacances, Randy décide de vendre de la cocaïne pure « bio, locale », c'est-à-dire débarrassée des « impuretés » de la marijuana. Le nouveau produit remporte un grand succès et les gens continuent de conduire avec les facultés affaiblies.
La veille de Noël, le père Noël s'introduit chez les habitants et leur vole toute la Neige de Noël, ce qui entraîne une panique de la population de South Park.
Déterminé à sauver la Neige de Noël, Randy poursuit le père Noël jusqu'à ce que le traîneau de ce dernier s'écrase sur la route. Après une vive discussion avec Randy sur les avantages et les inconvénients de la cocaïne, le père Noël essaie la drogue et est impressionné par la qualité de celle-ci. Arrivé sur place pour régler le différend, Jésus à son tour finit par goûter la cocaïne et est également conquis. Afin de ramener la Neige de Noël à South Park, Jésus la soulève dans les airs et fait « neiger de la cocaïne » sur la ville. Tout le monde célèbre alors la naissance de Jésus en consommant la drogue et en recommençant à conduire sous influence.

## Accueil
Jesse Schedeen d'IGN donne à l'épisode une note de 7,5 sur 10, en écrivant : 
« L'épisode La Neige de Noël n'est pas assez frais ou pas assez mémorable pour rivaliser avec les meilleurs épisodes de vacances de South Park, mais il sert de plafond approprié à la saison 23. Cela prouve également que la série n'a pas tout à fait utilisé la « ferme Tégrité » en tant que dispositif d'intrigue valide, même s'il paraît préférable de laisser de côté ce point d'intrigue pendant un certain temps. »
Chris Longo de Den of Geek attribue 4 étoiles sur 5 à l'épisode, déclarant que celui-ci est « à la hauteur des cadeaux de Noël du passé. »
Stephanie Williams de The A.V. Club attribue la note « B- » à l'épisode, affirmant que celui-ci présente « un mélange de spéciaux précédemment réalisés cette saison, mais avec un soupçon de cocaïne. »
Dani Di Placido de Forbes pense que la blague de la « ferme Tégrité » est devenue « aussi périmée qu'une plante de marijuana fanée ». Il critique également la « légalisation de la cocaïne », en disant : 
«  C'est une blague un peu étrange ; qu'y a-t-il de si drôle dans la légalisation des drogues ? Ce concept n'est tout simplement plus contre-culturel, pas du tout. »